# ميخائيل ديفيس
ميخائيل ديفيس (بالإنجليزية: Michael Davis)‏ هو عازف جاز أمريكي، ولد في 13 أغسطس 1961 في سان فرانسيسكو في الولايات المتحدة.

## وصلات خارجية
- ميخائيل ديفيس على موقع ميوزك برينز (الإنجليزية)
- ميخائيل ديفيس على موقع أول ميوزيك (الإنجليزية)
- ميخائيل ديفيس على موقع ديسكوغز (الإنجليزية)